# 格拉斯哥
格拉斯哥（英語： /ˈɡlɑːzɡoʊ, ˈɡlæz-/）是英國苏格兰最大城市，位於蘇格蘭西部的克萊德河河口。格拉斯哥不僅是蘇格蘭最大城市與最大商港，也是英国第三大城市。大格拉斯哥地区拥有人口169万，占苏格兰总人口的31%。
格拉斯哥是從主教區和皇家自治鎮發展而來的，隨著15世紀時格拉斯哥大學的建立而成為區域文化中心，在18世紀的蘇格蘭啟蒙運動中扮演著重要的角色，與英屬北美及英屬西印度群島之間有頻繁的貿易往來。到了工业革命时期重要性更大，在维多利亚及爱德华时期被誉为仅次于伦敦的“（大英）帝国第二城”，是继伦敦和巴黎之后第三个人口达到百万的欧洲城市。
近年来格拉斯哥逐渐发展成为欧洲十大金融中心之一，众多苏格兰企业将总部设于此。2011年格拉斯哥被评选为英国第3、世界第57适宜居住的城市。

## 历史

市政局徽章

格拉斯哥的城市名由來，源自布利屯語中的「glaschu」，意指「綠色的空地」。格拉斯哥地区早在公元前已有部落聚居。后来，古罗马人在此地区设立了前哨站，建筑了安多宁长城来分隔当时南部古罗马管辖的不列顛尼亚和北部的加勒多尼亚。
基督教传教士圣穆格（Saint Mungo）於6世纪在此建立了格拉斯哥大教堂，为格拉斯哥日后发展立了基础。到了12世纪，格拉斯哥已有了相等于今日所谓城市的地位。1451年，格拉斯哥建立格拉斯哥大学。在16世纪初，格拉斯哥已是重要的宗教与学术城市。
格拉斯哥独特的地理位置也使其成为对美洲贸易的重要中心，商人从美洲大量输入美国烟草和加勒比海地区的白糖，然后再转售至不列顛群島和欧洲大陆的其他地方。富庶的烟草商用财富大兴土木，对格拉斯哥城市建设起到了关键作用，市中心多条街道名取自当年的烟草商人名。
1770年代克莱德河的加深使到较大的船只也可航行到河的更上游。这对19世纪格拉斯哥工业，特别是造船业的勃发有直接的关系。格拉斯哥人詹姆斯·瓦特发明了蒸汽机推动了技术革命，而格拉斯哥的机车和造船业在工业革命中蓬勃发展，当时全世界的船只和火车大多都是在格拉斯哥制造的，“克莱德”制造在业界代表最高的水准，拥有极高的口碑。到了19世纪末维多利亚时代，格拉斯哥已有了“大英帝国第二城”（Second city of the Empire）的美誉。
到了20世纪，因为1930年代大萧条和两次世界大战的影响，格拉斯哥的经济开始衰退。1970年代和1980年代初更为格拉斯哥历史的黑暗时期。当时，重工业的没落导致失业率高涨和生活水准的低落。
自1980年代中期，随着许多金融公司的迁入，格拉斯哥的经济有了明显的复苏。1990年，格拉斯哥被选为欧洲文化之都，吸引了更多游客到格拉斯哥。1999年，格拉斯哥当选“建筑与设计之城”。2003年，又被选为“欧洲体育之都”。

## 人口
格拉斯哥人口在19世纪末和20世纪初曾超越100万人，在1931年达1,088,000人，并于1939年达到峰值1,128,473人。但二战之后在六十年代，由于许多人迁往市郊新兴市镇，如東基爾布萊德（East Kilbride）与坎伯諾爾德（Cumbernauld），加上行政区划的更迭，格拉斯哥市区人口已明显地减少了。21世纪第一个十年里格拉斯哥人口在经历了半世纪的下降后首次出现增长，2019年，格拉斯哥市人口为63萬人，而整個大格拉斯哥都會區則估計有165萬人口。
种族比例方面，约5.5%的格拉斯哥市人口属“少数民族群”，这包括巴基斯坦裔，印度裔，华裔和来自非洲和加勒比海地区的族群。2012年格拉斯哥居民有14.6%出生在英国以外地区。
格拉斯哥有个称为“中国城”的商场，过去被认为是格拉斯哥的小型唐人街。但现在格拉斯哥大型的华人超市有五六间之多，已经是英国最主要的华人聚居区之一。
格拉斯哥號稱是整個聯合王國底下除了倫敦與伯明罕以外第三大城市，但是關於這排名也有不同的意見，認為英格蘭北部的曼徹斯特才是英國第三大城。之所以會有這爭議，是因為很多人弄混淆了曼彻斯特市与大曼彻斯特郡的概念，根据2011年的英国人口普查曼彻斯特人口为502,900，而格拉斯哥市人口为598,830。不过英格兰北部约克郡的利兹市按照严格意义的行政区人口的确超过格拉斯哥，然而利兹市行政区范围包含实质意义上的利兹市以及另外十座城镇，并非单一典型城市概念，故利兹即便行政区人口高达750,700亦很少在城市人口排名时被人提及。

## 地理

### 气候
格拉斯哥在柯本氣候分類法中屬於海洋性氣候（Cfb），虽然地处较高纬度（同莫斯科和哥本哈根相近），但由于北大西洋暖流的作用格拉斯哥是苏格兰较温暖的地区之一。冬季多云凉爽，一月平均低温为1.8 °C（35.2 °F），夏季平均高温达到20 °C（68 °F）。極端氣候出現於格拉斯哥機場附近，包括最低的−19.9 °C（−4 °F）和最高的31.2 °C（88 °F）。
| 格拉斯哥                                         | 格拉斯哥     | 格拉斯哥     | 格拉斯哥     | 格拉斯哥    | 格拉斯哥    | 格拉斯哥    | 格拉斯哥    | 格拉斯哥    | 格拉斯哥     | 格拉斯哥     | 格拉斯哥     | 格拉斯哥     | 格拉斯哥        |
| 月份                                             | 1月          | 2月          | 3月          | 4月         | 5月         | 6月         | 7月         | 8月         | 9月          | 10月         | 11月         | 12月         | 全年            |
| ------------------------------------------------ | ------------ | ------------ | ------------ | ----------- | ----------- | ----------- | ----------- | ----------- | ------------ | ------------ | ------------ | ------------ | --------------- |
| 历史最高温 °C（°F）                              | 13.5 (56.3)  | 14.4 (57.9)  | 17.2 (63.0)  | 24.4 (75.9) | 26.5 (79.7) | 29.6 (85.3) | 30.0 (86.0) | 31.0 (87.8) | 26.7 (80.1)  | 22.8 (73.0)  | 17.7 (63.9)  | 14.1 (57.4)  | 31.0 (87.8)     |
| 平均高温 °C（°F）                                | 6.9 (44.4)   | 7.4 (45.3)   | 9.6 (49.3)   | 12.6 (54.7) | 15.9 (60.6) | 18.1 (64.6) | 19.7 (67.5) | 19.2 (66.6) | 16.4 (61.5)  | 12.7 (54.9)  | 9.4 (48.9)   | 6.9 (44.4)   | 12.9 (55.2)     |
| 平均低温 °C（°F）                                | 1.8 (35.2)   | 1.8 (35.2)   | 3.0 (37.4)   | 4.8 (40.6)  | 7.3 (45.1)  | 10.1 (50.2) | 12.0 (53.6) | 11.7 (53.1) | 9.7 (49.5)   | 6.7 (44.1)   | 4.0 (39.2)   | 1.7 (35.1)   | 6.2 (43.2)      |
| 历史最低温 °C（°F）                              | −14.8 (5.4)  | −7.5 (18.5)  | −8.3 (17.1)  | −4.4 (24.1) | −1.1 (30.0) | 1.5 (34.7)  | 3.9 (39.0)  | 2.2 (36.0)  | −0.2 (31.6)  | −3.5 (25.7)  | −6.8 (19.8)  | −14.5 (5.9)  | −14.8 (5.4)     |
| 平均降雨量 mm（）                                | 148.2 (5.83) | 104.6 (4.12) | 112.3 (4.42) | 63.6 (2.50) | 67.5 (2.66) | 66.4 (2.61) | 73.0 (2.87) | 92.5 (3.64) | 112.5 (4.43) | 143.1 (5.63) | 126.4 (4.98) | 135.2 (5.32) | 1,245.1 (49.02) |
| 平均降雨天数（≥ 1.0 mm）                         | 17.3         | 13.2         | 14.9         | 11.6        | 11.9        | 11.1        | 12.0        | 12.8        | 13.8         | 16.8         | 16.0         | 15.5         | 166.9           |
| 月均日照時數                                     | 37.6         | 66.9         | 98.6         | 134.5       | 180.1       | 158.9       | 154.3       | 146.8       | 114.9        | 85.2         | 54.0         | 33.1         | 1,265           |
| 来源1：Met Office                                |              |              |              |             |             |             |             |             |              |              |              |              |                 |
| 来源2：KNMI/Royal Dutch Meteorological Institute |              |              |              |             |             |             |             |             |              |              |              |              |                 |

| 格拉斯哥機場           | 格拉斯哥機場 | 格拉斯哥機場 | 格拉斯哥機場 | 格拉斯哥機場 | 格拉斯哥機場 | 格拉斯哥機場 | 格拉斯哥機場 | 格拉斯哥機場 | 格拉斯哥機場 | 格拉斯哥機場 | 格拉斯哥機場 | 格拉斯哥機場 | 格拉斯哥機場   |
| 月份                   | 1月          | 2月          | 3月          | 4月          | 5月          | 6月          | 7月          | 8月          | 9月          | 10月         | 11月         | 12月         | 全年           |
| ---------------------- | ------------ | ------------ | ------------ | ------------ | ------------ | ------------ | ------------ | ------------ | ------------ | ------------ | ------------ | ------------ | -------------- |
| 历史最高温 °C（°F）    | 13.5 (56.3)  | 14.3 (57.7)  | 18.9 (66.0)  | 24.0 (75.2)  | 27.4 (81.3)  | 29.6 (85.3)  | 30.1 (86.2)  | 31.2 (88.2)  | 26.7 (80.1)  | 23.9 (75.0)  | 16.0 (60.8)  | 14.6 (58.3)  | 31.2 (88.2)    |
| 平均高温 °C（°F）      | 6.4 (43.5)   | 6.9 (44.4)   | 9.0 (48.2)   | 11.7 (53.1)  | 15.0 (59.0)  | 17.4 (63.3)  | 19.2 (66.6)  | 18.9 (66.0)  | 16.2 (61.2)  | 12.4 (54.3)  | 9.1 (48.4)   | 6.4 (43.5)   | 12.4 (54.3)    |
| 平均低温 °C（°F）      | 1.2 (34.2)   | 1.3 (34.3)   | 2.5 (36.5)   | 3.9 (39.0)   | 6.2 (43.2)   | 9.0 (48.2)   | 11.1 (52.0)  | 10.8 (51.4)  | 9.1 (48.4)   | 6.2 (43.2)   | 3.6 (38.5)   | 1.1 (34.0)   | 5.5 (41.9)     |
| 历史最低温 °C（°F）    | −17.4 (0.7)  | −15 (5)      | −12.5 (9.5)  | −5.4 (22.3)  | −3.9 (25.0)  | 1.2 (34.2)   | 0.8 (33.4)   | 1.1 (34.0)   | −4.0 (24.8)  | −7.1 (19.2)  | −10.4 (13.3) | −19.9 (−3.8) | −19.9 (−3.8)   |
| 平均降水量 mm（）      | 153.0 (6.02) | 112.3 (4.42) | 124.8 (4.91) | 67.4 (2.65)  | 65.3 (2.57)  | 73.4 (2.89)  | 77.7 (3.06)  | 100.9 (3.97) | 123.9 (4.88) | 142.6 (5.61) | 131.7 (5.19) | 145.6 (5.73) | 1,318.6 (51.9) |
| 平均降水天数（≥ 1 mm） | 18           | 13           | 17           | 13           | 11           | 12           | 13           | 12           | 14           | 17           | 18           | 16           | 174            |
| 月均日照時數           | 44.7         | 72.0         | 103.5        | 140.1        | 189.5        | 161.7        | 169.9        | 158.5        | 117.5        | 89.1         | 57.4         | 44.2         | 1,348.1        |
| 来源：MetOffice        |              |              |              |              |              |              |              |              |              |              |              |              |                |

## 經濟

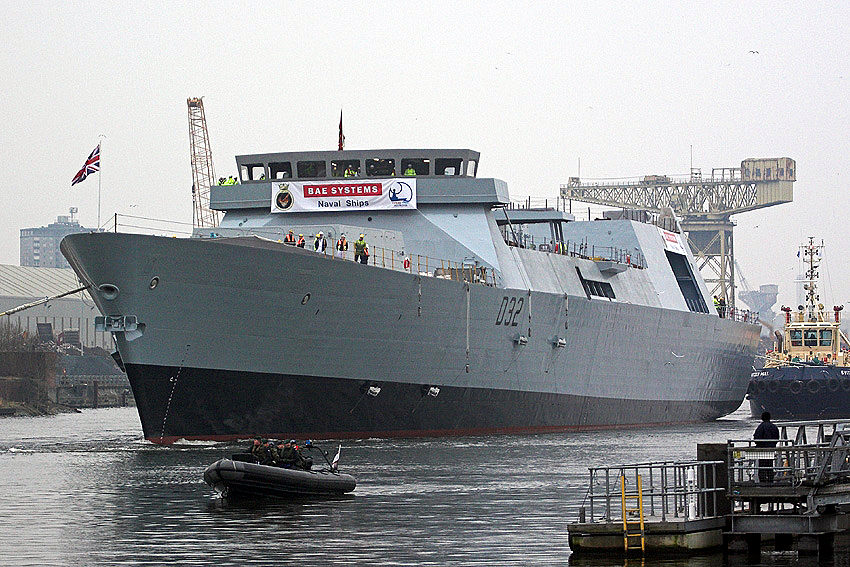
英國航太系統在格拉斯哥建造的HMS Daring。雖然已不復20世紀早期盛況，但格拉斯哥依然是英國造船業的中心.

格拉斯哥是蘇格蘭最大的經濟體，是蘇格蘭中西部的都會中心，人均GDP在英國僅次於倫敦和愛丁堡。該城市有超過410,000個就業崗位，而其中有153,000個都是在2000年到2005年間出現的。格拉斯哥的年經濟增長率在英國僅次於倫敦。雖然格拉斯哥已經開始從造船業和其他重工業領域轉型，但是這些工業還是該城市的經濟支柱，亞力克、偉爾集團等公司的總部依然留在格拉斯哥。

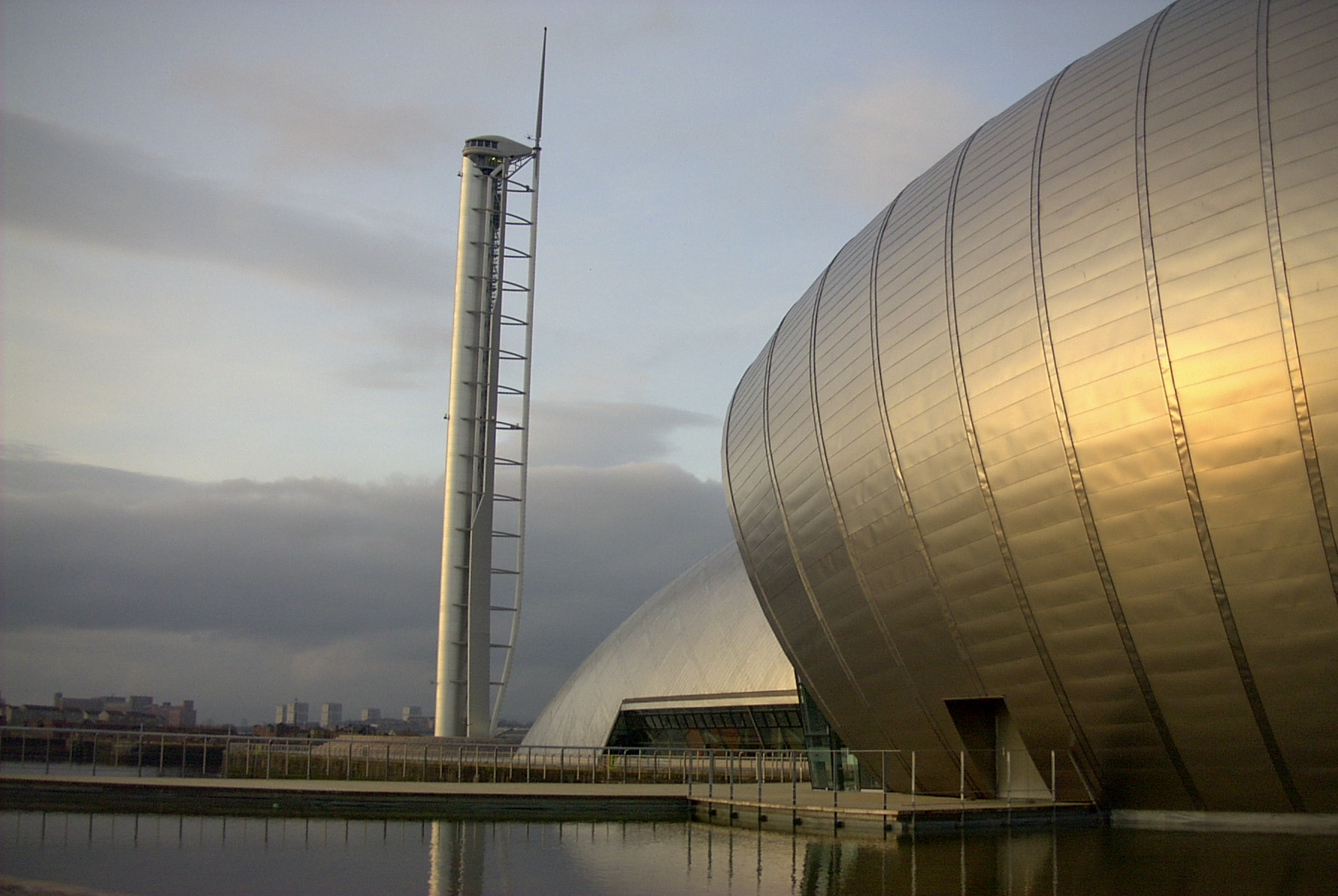
格拉斯哥塔是蘇格蘭最高的塔，一旁格拉斯哥科學中心的大型IMAX影院標誌著該城市旅遊業的迅速發展

格拉斯哥的製造業曾是該城市的中心產業，克萊德河畔的造船業更是重中之重。現在英國航太系統還在這裡有兩座造船廠。此外煙草和建築業也較發達。雖然製造業衰退，但是該城市的第三產業卻蓬勃發展起來，格拉斯哥現在是蘇格蘭最受歡迎的旅遊勝地之一。
在20世紀末，格拉斯哥的金融業快速增長，挑戰著蘇格蘭金融之都愛丁堡的地位。現時由於藍籌股的增長，它成為了歐洲第十六大金融中心。
除去金融業外，1990年代也見證了格拉斯哥呼叫中心數量的增加，2007年時蘇格蘭三分之一的呼叫中心從業人員，約二萬人都在格拉斯哥就業。但由於薪酬待遇太低而頻繁接到英國工會聯盟和其他相關組織的抗議。

## 文化

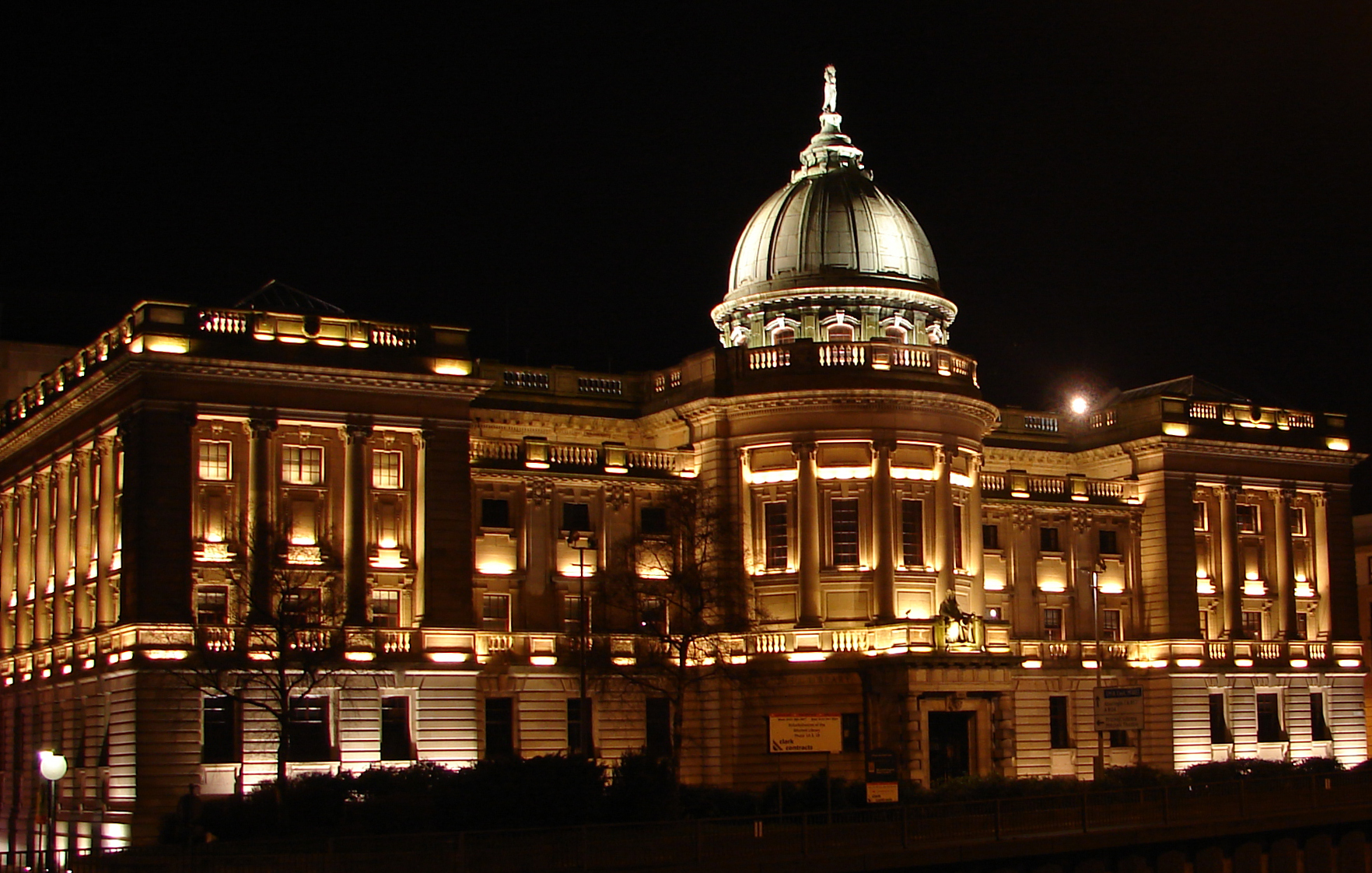
米切尔图书馆

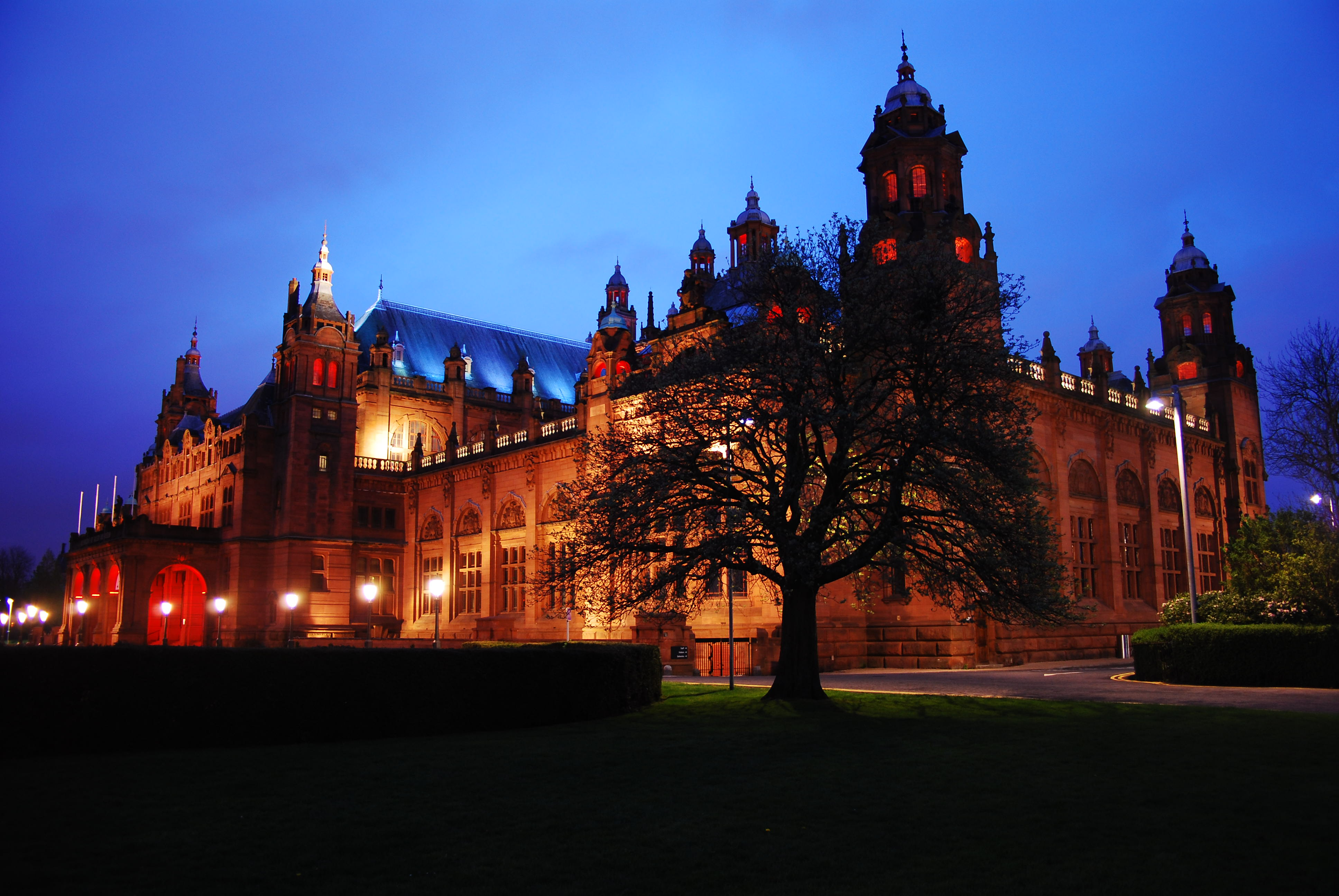
凯文格洛弗艺术博物馆

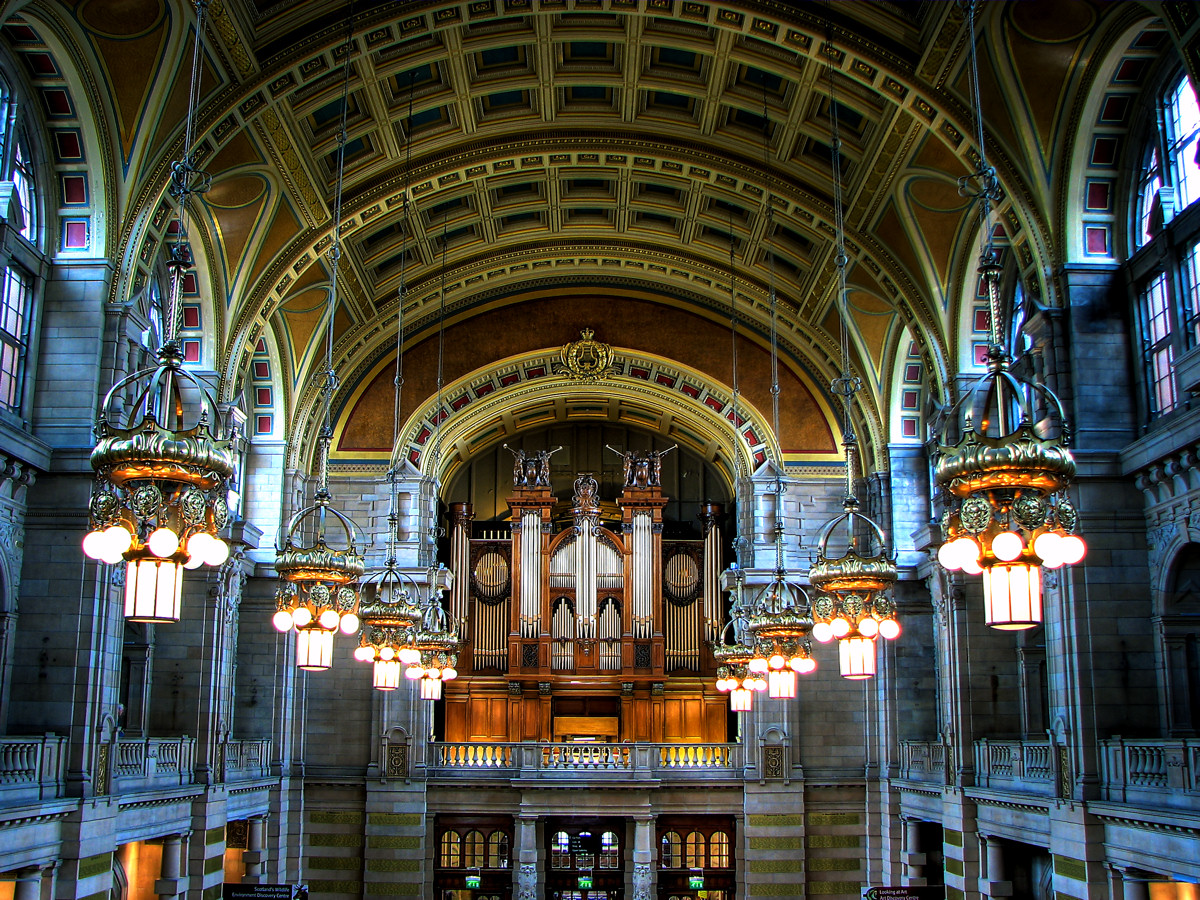
凯文格洛弗艺术博物馆正厅

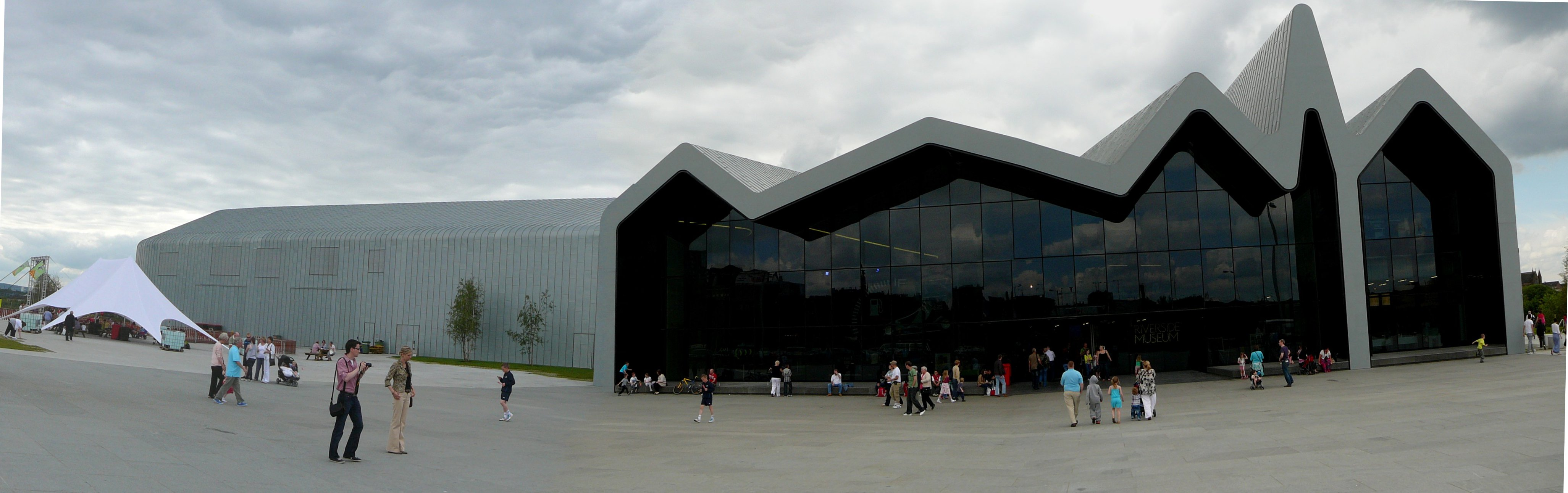
河滨博物馆

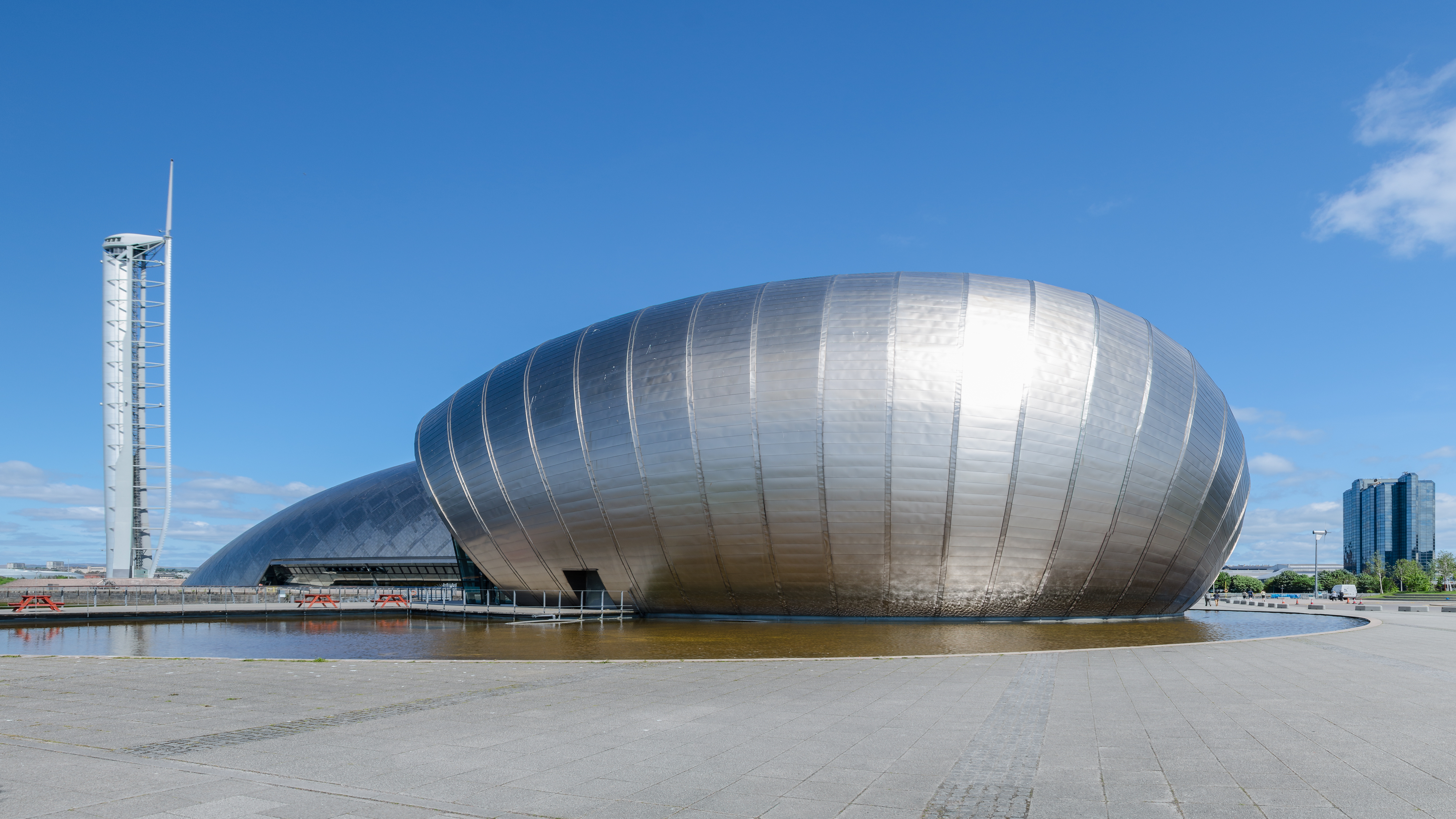
格拉斯哥科学中心

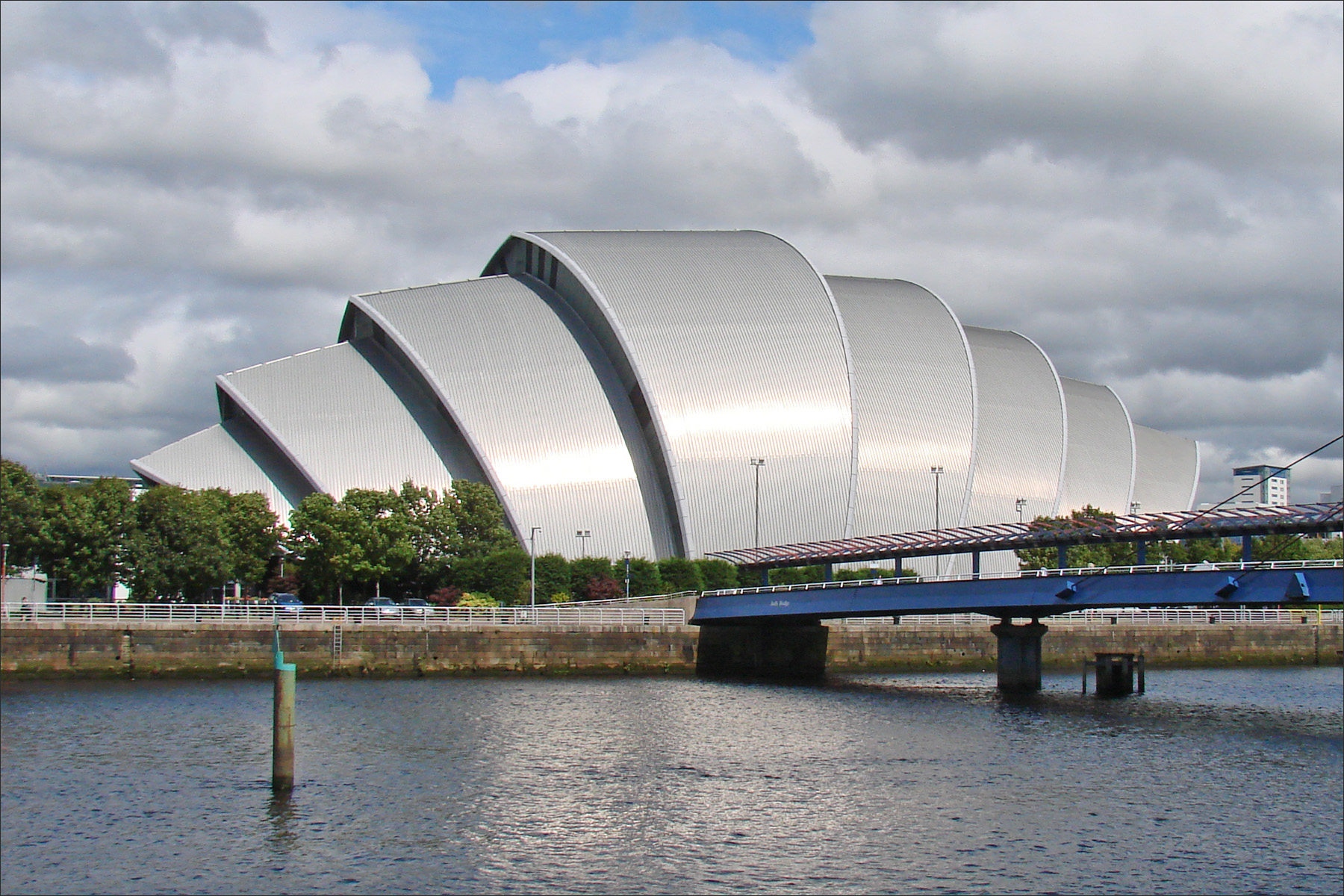
克莱德大厅

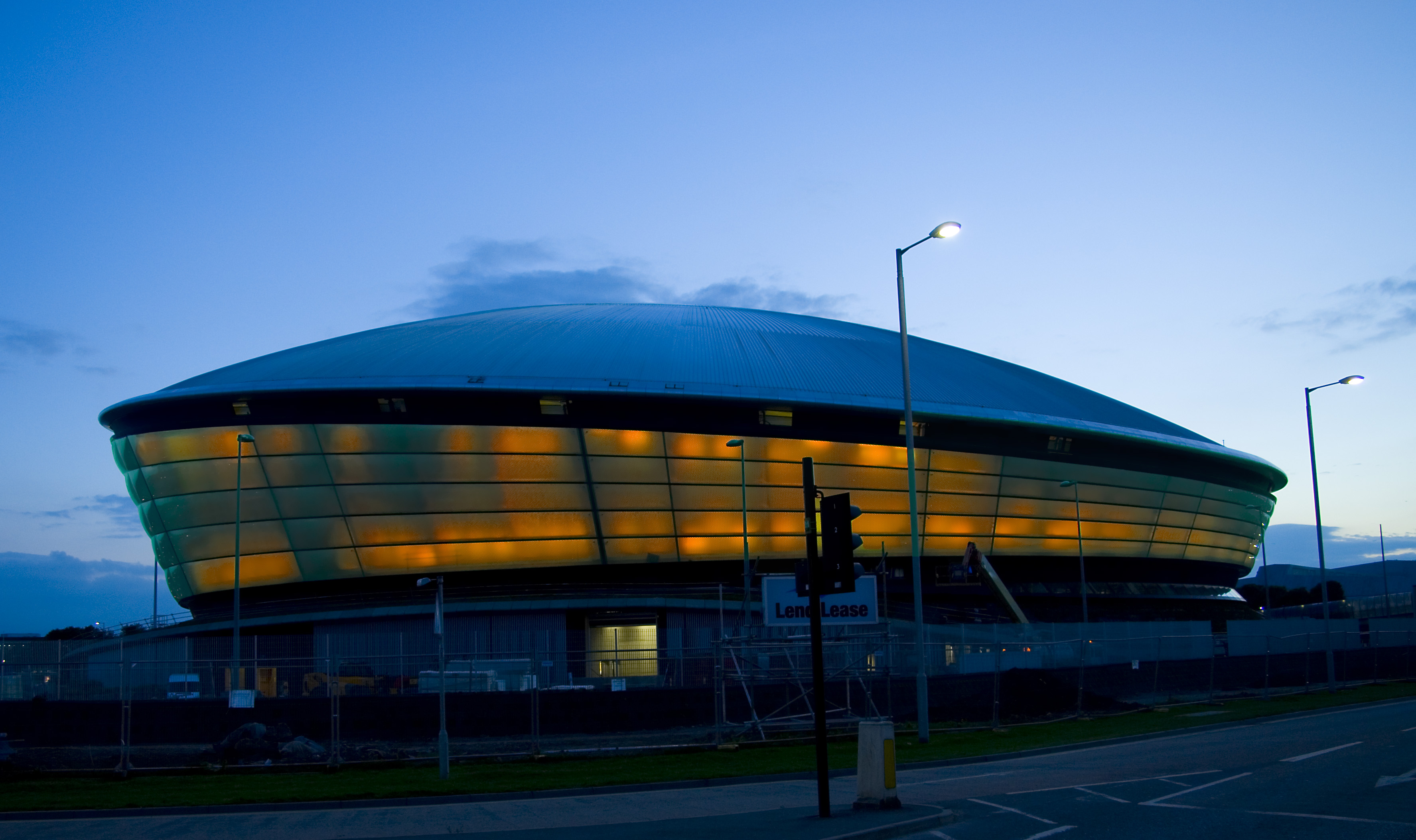
英国最先进的演出场馆水电竞技场

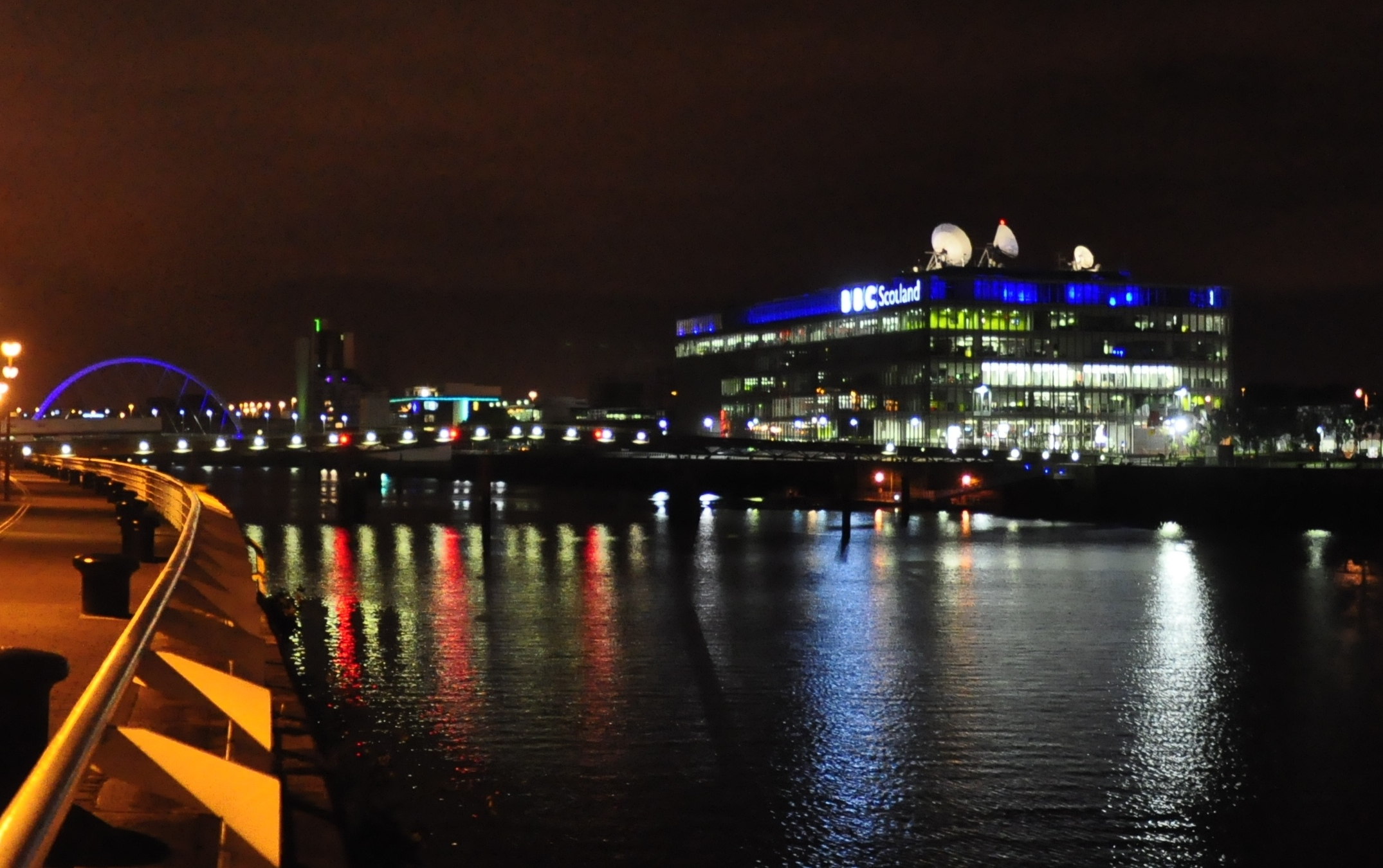
克莱德河畔的BBC苏格兰总部

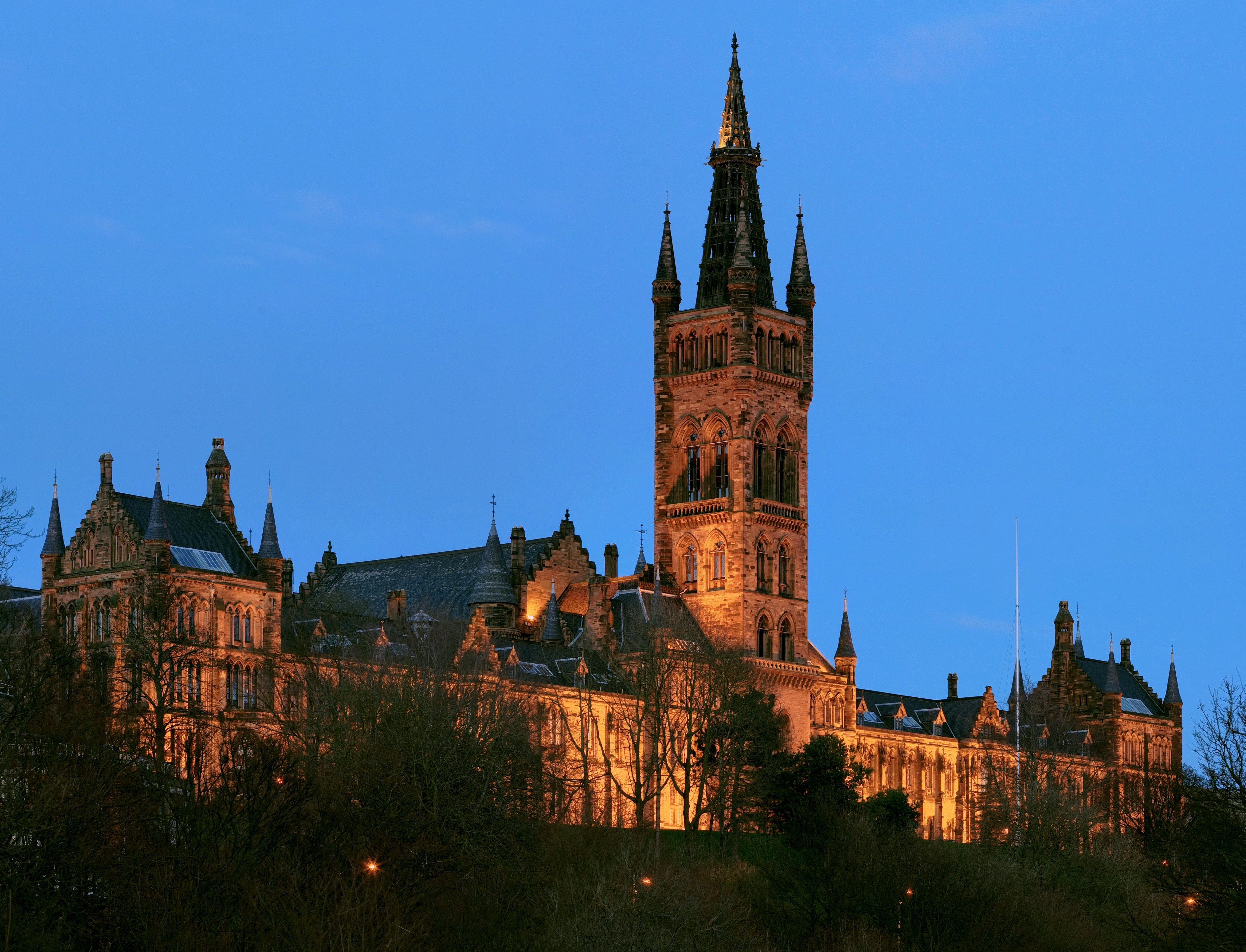
格拉斯哥大学主楼吉尔伯特楼

### 图书馆
- 米切尔图书馆：欧洲最大的公立图书馆之一，藏书130万册。
- 格拉斯哥大学图书馆：藏书超过250万册，是英国第四大图书馆，仅次于大英图书馆，剑桥大学图书馆和牛津大学图书馆。

### 博物馆与画廊
- 开尔文格罗夫美术馆和博物馆（Kelvingrove Art Gallery and Museum）：位于西区，建成于1901年，起初为万国博览会而建。2003年起进行了价值2800万英镑历时3年的内部翻新，于2006年由英国女王莅临宣布重新开放，目前是英国除伦敦外接待游客量最大的博物馆，[33]2012年接待游客1,037,594人次。藏品丰富繁多，从埃及木乃伊到法国印象派或荷兰黄金年代的画作，馆内藏有萨尔瓦多·达利的名作《十字若望的基督》（Christ of Saint John of the Cross），并拥有其版权。
- 河滨博物馆：位于克莱德河畔，由首位获得普利兹克建筑奖的伊拉克裔英国女建筑师扎哈·哈迪德设计，2011年开放取代原先的交通博物馆，获得2013年欧洲年度博物馆大奖，2012年接待游客1,008,092人次。
- 格拉斯哥现代艺术美术馆（Gallery of Modern Art，简称GoMA），位于城市中心皇家交易所广场，2012年接待游客595,977人次。
- 格拉斯哥科学中心（Glasgow Science Centre），位于克莱德河南岸，由两座主体建筑和一个全球最高的旋转塔组成，包括苏格兰第一家IMAX影院，相邻的BBC节目有时会在科学馆内取景。
- 苏格兰足球博物馆（Scottish Football Museum），位于汉普顿公园球场内，是苏格兰国家足球博物馆。
- 格拉斯哥人民宫（People's Palace）展出格拉斯哥从1750年至今的社会史，2012年接待游客289,977人次。
- 灯塔（The Lighthouse）是格拉斯哥设计与建筑中心，由格拉斯哥本土设计师查尔斯·雷尼·麦金托什设计，1895年开放时为格拉斯哥当地报纸先驱报的总部大楼，楼顶建有可以俯览城市的瞭望塔。
- 巴勒珍藏馆（Burrell Collection）位于格拉斯哥市南部，由英国女王于1983年揭幕，展出Sir William Burrell（英语：William Burrell）爵士在1944年捐献于格拉斯哥市的珍藏品，藏品包括青铜，陶瓷等中国历代艺术珍品，古埃及展品，伊斯兰艺术以及超过七百块中世纪教堂彩色玻璃。
- 亨特博物馆（Hunterian Museum and Art Gallery），位于格拉斯哥大学内，是苏格兰最古老的博物馆。
- 苏格兰街学校博物馆（Scotland Street School Museum），建筑由格拉斯哥本土设计师查尔斯·雷尼·麦金托什设计，展出教育相关事务。
- 麦克连恩画廊（McLellan Galleries）位于格拉斯哥艺术学院附近，建于1856年。
- 波洛克庄园（Pollok House）展出西班牙画作。
- 圣穆格宗教博物馆（St Mungo Museum of Religious Life and Art）
- 教会采地主权（Provand's Lordship）为格拉斯哥最古老的建筑，至今已有500多年历史。

### 剧院
- 公民剧院（Citizens Theatre）
- Crawford Theatre
- Cottier Theatre（目前关闭）
- Gilmorehill G12
- 格拉斯哥国王剧院（King's Theatre）
- 米切尔剧院（Mitchell Theatre）
- Oran Mor
- Pavilion Theatre
- Ramshorn Theatre
- RSAMD
- Tramway, home of Scottish Ballet
- 特隆剧院（Tron Theatre）
- 皇家剧院（Theatre Royal），苏格兰歌剧院（Scottish Opera）基地
- 苏格兰国家剧院（National Theatre of Scotland）

### 会展，演出中心
- 苏格兰会展会议中心（SECC），于1985年开幕，拥有五个大厅，经常作为英国达人，X-Factor和各类演唱会的演出场馆。
- 克莱德大厅（Clyde Auditorium），位于苏格兰会展会议中心，是其有效补充，由诺曼·福斯特爵士设计，1997年建成，有3000个座席。
- 水电竞技场（The SSE Hydro），亦位于苏格兰会展会议中心，初定名苏格兰国家竞技场，缘由SECC不能满足日渐增长的上坐需求而建，造价1.25亿英镑，拥有16000座席，是全英最先进的演出场馆，预计年票房收入英国第二，世界前五，仅次于伦敦的O2竞技场。
- 格拉斯哥皇家音乐厅（Glasgow Royal Concert Hall）
- 格拉斯哥市政厅，是BBC苏格兰交响乐团的基地。
- O2 Academy
- O2 ABC

### 公园与绿地
格拉斯哥城区拥有超过3500公顷绿地和91座公园。

### 传媒
电视方面，BBC和独立电视网都将其苏格兰总部设在格拉斯哥，且两者都位于克莱德河边的太平洋码头。2014年6月2日独立电视台格拉斯哥STV電視台（STV Glasgow）上星开播，列为英国免费电视freeview第23频道。
纸媒裡，总部位于Renfield街的《先驱报》（The Herald）及其周末姊妹版《星期日先驅報》（Sunday Herald）是苏格兰最畅销的宽幅大报，立场偏向中左，一般可被视为工党的支持者。该报创立于1783年，是世界运营最长久的全国性报纸，其还拥有傍晚发行的《時代晚報》（Evening Times），但以小报形式刊印。
小报方面竞争较为激烈，总部位于中央码头（Central Quay）的《每日記事報》（Daily Record）及其周末姊妹版《星期日郵報》（Sunday Mail）立场倾向颇为明显，为工党、流浪者足球俱乐部和统一派（Unionist）的铁杆支持者，激烈反对苏格兰民族党（SNP）和苏格兰独立。默多克崛起之前该报在1984年曾为英国小报销量之王，但近年来逐渐不敌苏格兰版《太阳报》失去苏格兰纸媒销量龙头的地位。《太阳报》、《每日邮报》和《泰晤士报》的苏格兰版亦均在格拉斯哥出版。

### 庆典与节日
格拉斯哥主要的节庆有：
- 世界风笛大赛（World Pipe Band Championships），该大赛已有逾100年历史，每年八月在城东Glasgow Green公园绿地举行。
- 格拉斯哥电影节，创立于2005年，一般在每年2月举行，2013年共有57部英国电影在此首映。
- 凯尔特纽带（Celtic Connections），创立于1993年，每年一月举办持续三周的凯尔特民谣和音乐表演。
- 爵士音乐节（Jazz Festival）[34]，1989年创立，每年6月举办。
- 西岸节庆（West End Festival）[35]，1996年创立，每年6月在西区一带举办，是目前格拉斯哥最大的狂欢。
- 商城节庆（Merchant City Festival），2002年创立，举办于7月。
- 城南节庆（Southside Festival），2008年创立，举办于5月。
- 格拉斯基（Glasgay）[36]，创立于1997年，每年11月举行。

### 教育
格拉斯哥拥有学生人口133000，来自135个国家，仅次于伦敦列英国第二，其中大多数学生居住在西区。格拉斯哥有29所公立中学，149所公立小学和3所特别学校（分别是舞蹈，体育和盖尔语学校），此外格拉斯哥还有众多有名的私立院校。
- 大学
  - 格拉斯哥大學，建立于1451年，是英语世界第四古老大学。
  - 斯特拉斯克莱德大学
  - 格拉斯哥卡利多尼安大學
  - 西苏格兰大学
- 学院
  - 格拉斯哥艺术学院
  - 苏格兰皇家音乐学院（The Royal Conservatoire of Scotland）
  - Jordanhill College

## 交通

### 航空

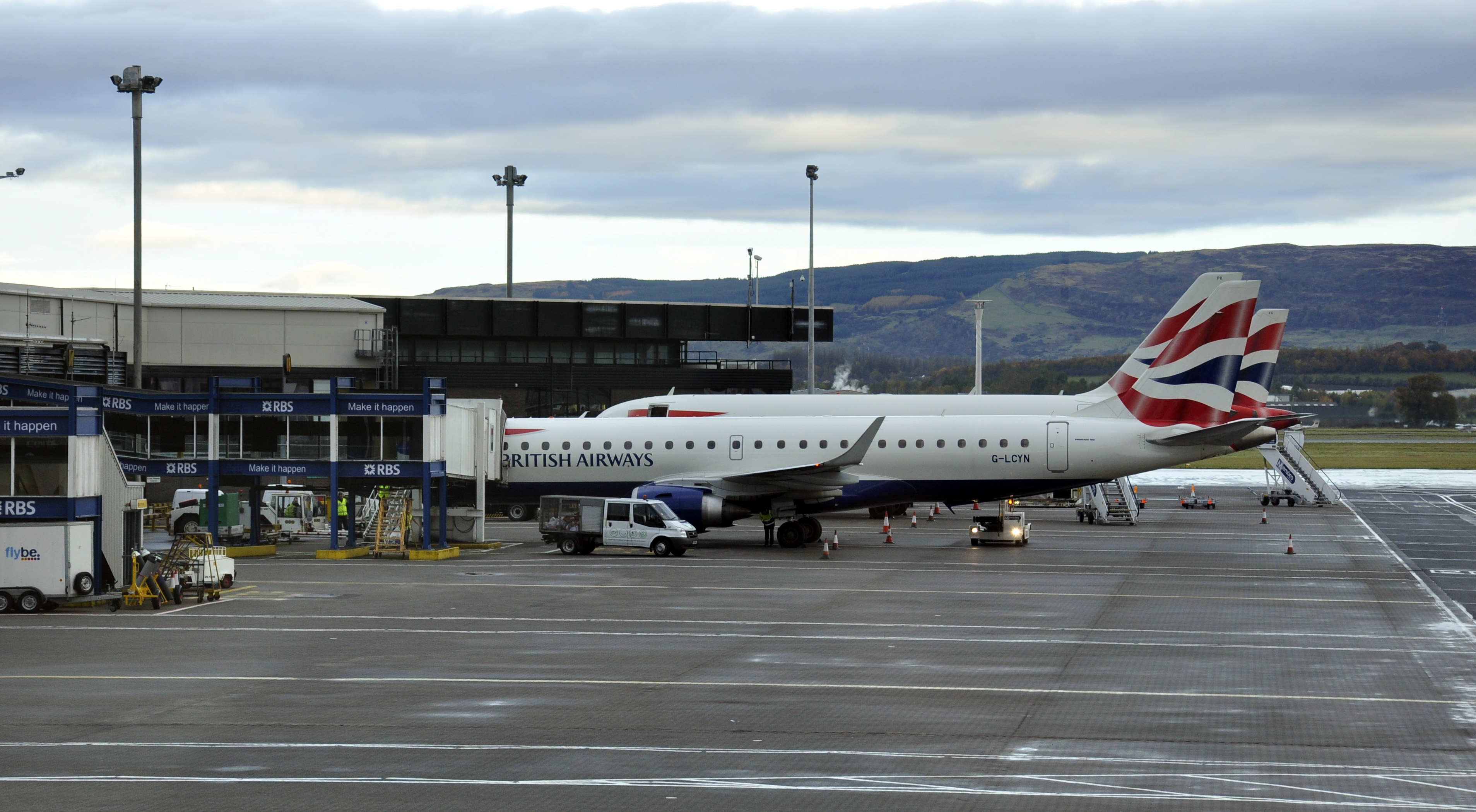
格拉斯哥国际机场

格拉斯哥是苏格兰的空中门户，拥有两个国际机场：
1. 格拉斯哥国际机场：位于格拉斯哥以西13公里处，是英国航空和易捷航空在苏格兰的主要基地之一，2015年运送旅客量8,709,964人次，列苏格兰第二，英国第八。
2. 格拉斯哥普雷斯蒂克国际机场：位于格拉斯哥西南46公里处，是廉价航空公司瑞安航空在苏格兰地区的主机场，2013年运送旅客量1,144,568人次，列苏格兰第四，英国第十九。

### 铁路

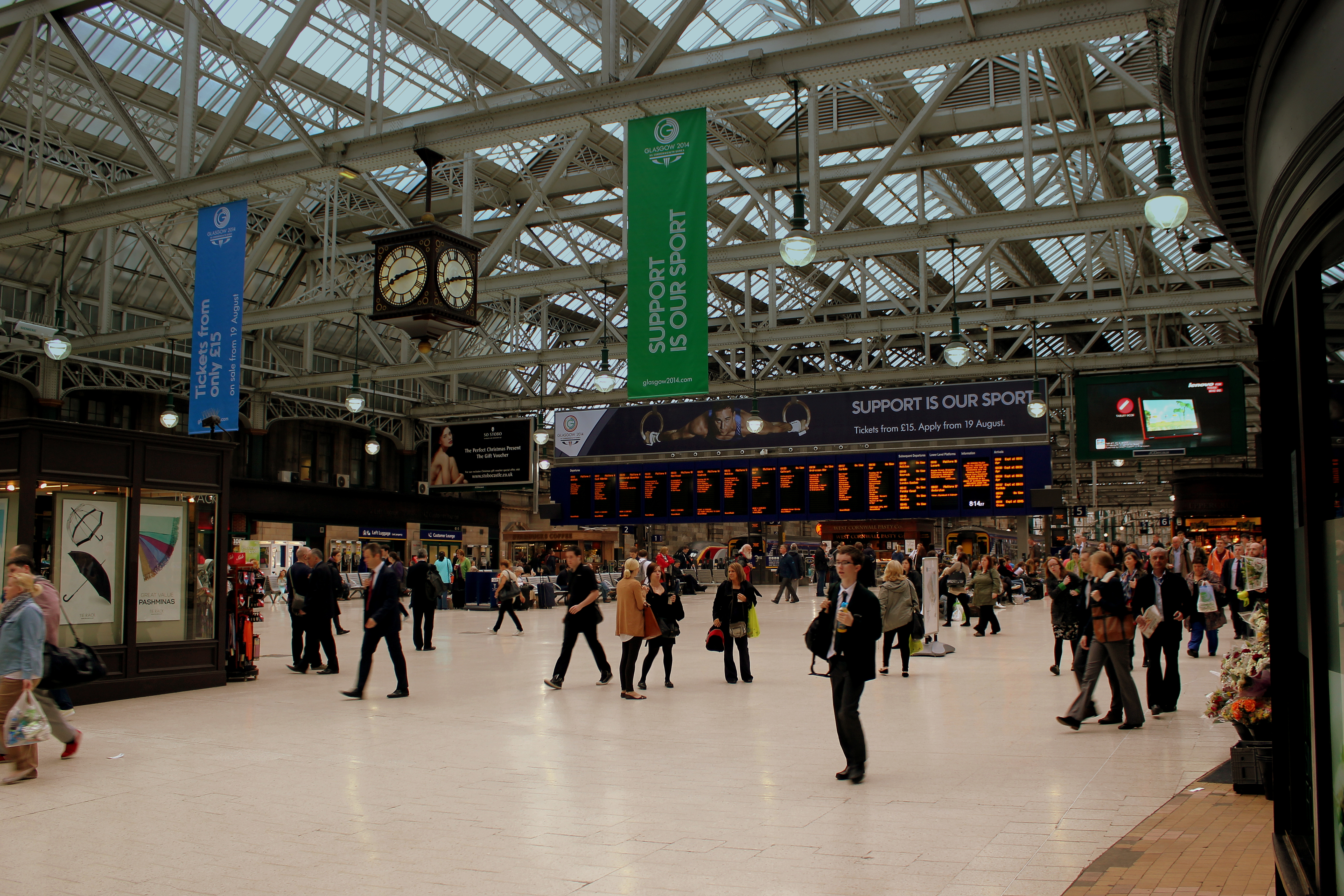
格拉斯哥中央火车站

格拉斯哥是英国西海道铁路主干线的北部终点，有密集的火车往来于格拉斯哥中央火车站和尤斯顿车站间，单程约四个半小时。格拉斯哥与爱丁堡之间的四条铁路线是英国最繁忙的铁路区间之一，单程约一小时。
格拉斯哥亦是伦敦以外英国都会铁路网最发达的地区，大格拉斯哥涵盖186座火车站，第一蘇格蘭鐵路运营的火车通达西苏格兰各个城镇，都会铁路的票价与规格同英国其他铁路统一，然而格拉斯哥都会铁路拥有独特的通勤优惠计划和高峰时段划分。
目前格拉斯哥市使用中的火车站有60座，其中最主要的两个火车站是格拉斯哥中央火车站和格拉斯哥皇后街站，另外高街火车站，查令十字车站，阿盖尔车站和安德斯顿车站也都位于市中心。东西向横穿城市的铁路北克莱德线和阿盖尔线的市域地下化铁路网与地铁，公交一道成为格拉斯哥通勤的主要力量。
格拉斯哥中央火车站：启用于1879年7月31日，是英国西海岸铁道主干线的北部终点站。可从这里通往伦敦和英国南部其他城镇，铁路艾尔海岸线直达格拉斯哥普雷斯蒂克国际机场。
格拉斯哥皇后街火车站：是通往苏格兰其他城镇（如爱丁堡，阿伯丁，斯特灵等）的门户。其中三条通往首都爱丁堡的线路使其成为英国火车班次最密的区间之一。
| 线路名称                                  | 通车 | 线路颜色 | 通过站       | 线路                                                        |
| ----------------------------------------- | ---- | -------- | ------------ | ----------------------------------------------------------- |
| 北克莱德线（North Clyde Line）            | 1842 | 深蓝     | 皇后街地下站 | 海伦斯堡/巴洛克/沐盖到格拉斯哥斯坪本/爱丁堡（Airdrie线）    |
| 阿盖尔线（Argyle Line）                   | 1979 | 浅绿     | 中央站地下站 | 邓米尔/沐盖到马瑟韦尔/Lanark/Larkhall/Coatbridge            |
| 玛丽丘线（Maryhill Line）                 | 1993 | 橙色     | 皇后街站     | 格拉斯哥皇后街站经玛丽丘到安尼斯兰                          |
| 克罗伊线（Croy Line）                     | 2008 | 粉色     | 皇后街站     | 格拉斯哥皇后街站到克罗伊                                    |
| 坎伯纳德线（Cumbernauld Line）            |      | 橙色     | 皇后街站     | 格拉斯哥皇后街站到坎伯纳德                                  |
| 因弗克莱德线（Inverclyde Line）           | 1841 | 深绿     | 中央站       | 格拉斯哥中央站经佩斯利寂寞街站到Greenock/Gourock/Weymss Bay |
| 艾尔海岸线（Ayrshire Coast Line）         |      | 紫色     | 中央站       | 格拉斯哥中央站经佩斯利寂寞街站到艾尔/拉格斯/Ardrossan       |
| 佩斯利运河线（Paisley Canal Line）        | 1885 | 银色     | 中央站       | 格拉斯哥中央站到佩斯利运河站                                |
| 西南线（South Western Lines）             | 1812 | 蓝色     | 中央站       | 格拉斯哥中央站到East Kilbride/Barrhead/基马诺克 /Girvan     |
| 凯斯卡特环线（Cathcart Circle Lines）     | 1886 | 红色     | 中央站       | 格拉斯哥中央站到Newton/Neilston/凯斯卡特                    |
| 肖茨线（Shotts Line）                     |      | 黄色     | 中央站       | 格拉斯哥中央站到肖茨                                        |
| 怀夫莱特线（Whifflet Line）               | 1865 | 黄色     | 中央站       | 格拉斯哥中央站到怀夫莱特                                    |
| 马瑟纳德线（Motherwell-Cumbernauld Line） |      | 浅蓝     | 无           | 马瑟韦尔经Coatbridge中央站到坎伯纳德                        |

### 地铁

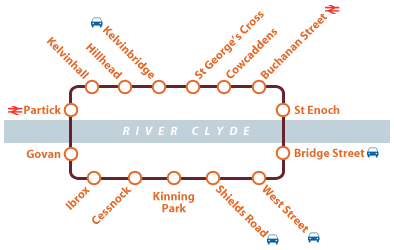
格拉斯哥地铁线路

格拉斯哥是英国仅有的三座地铁城市之一，格拉斯哥地铁启用于1896年12月14日，是繼伦敦和布达佩斯之后历史上第三悠久的地铁系统。但该地铁系统仅有一条长度约10km的小环线，自其开通以来就没有再新建任何线路。其中的原因是由于格拉斯哥地质上属坚硬岩石，使得隧道挖掘工作困难。1977年开始，格拉斯哥地铁既有的环线开始进行大规模现代化改造，来保证服务质量。如今，格拉斯哥地铁年载客量在1330万至1470万之间，全程单一票价。

### 公路
M8高速公路穿过格拉斯哥市区横跨克莱德河两岸，通往苏格兰首都爱丁堡，M8公路和M73，M77以及M80公路相连。
M80高速公路通往苏格兰中部城市斯特灵。
M74高速公路往南通往英格兰北部卡莱尔，并与M6高速相连延伸至伦敦。
A82公路从格拉斯哥向西北延伸横穿阿盖尔郡和高地西部，通往因弗内斯，沿途途径罗蒙湖，格伦峡谷和威廉堡，被誉为英国自然风光最壮美的公路，2012年第23部007电影Skyfall007：天降杀机便是在此取景。

## 体育

### 足球

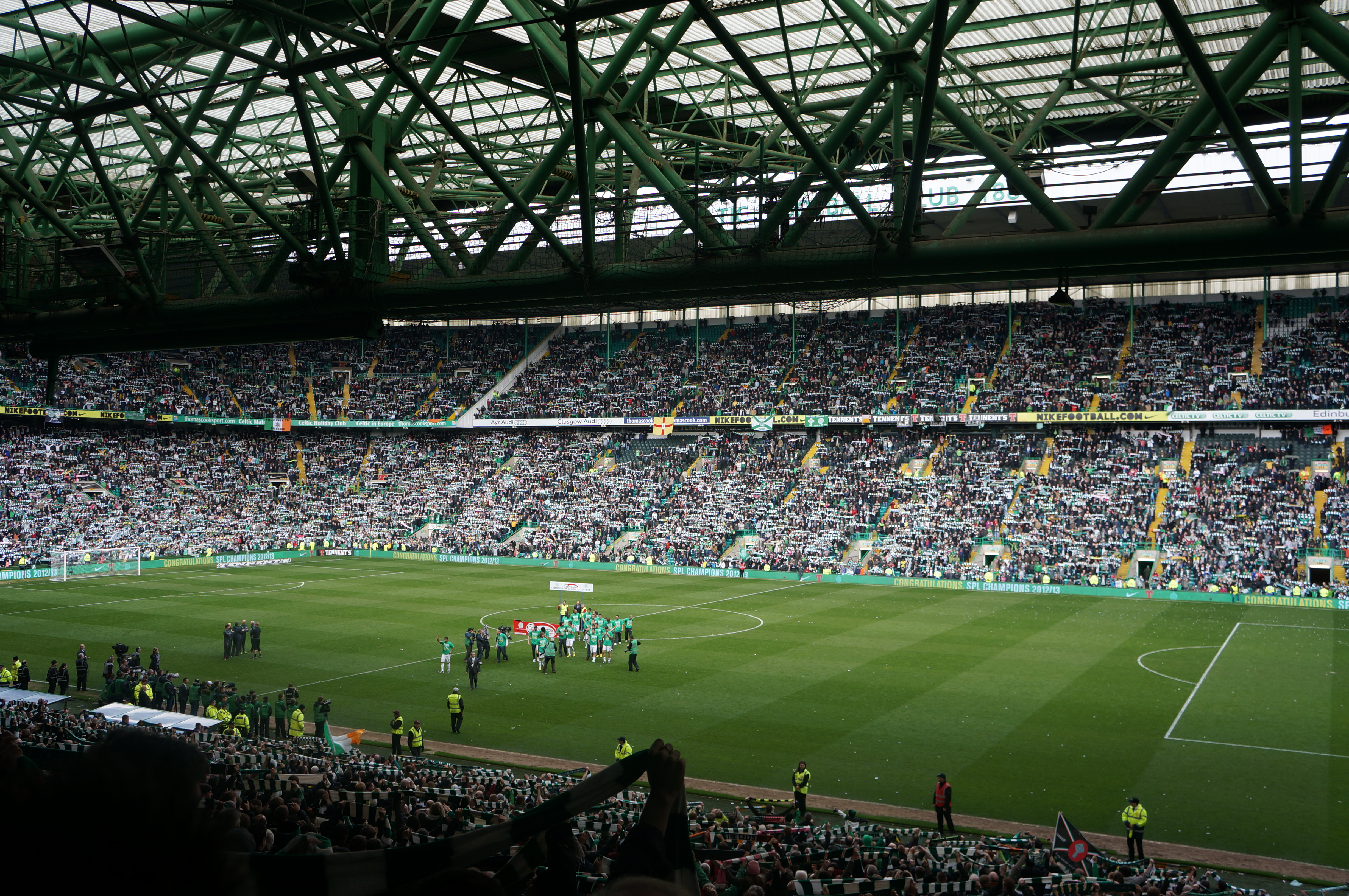
2013年4月21日凯尔特人在主场加冕2012/2013赛季苏超冠军的盛况

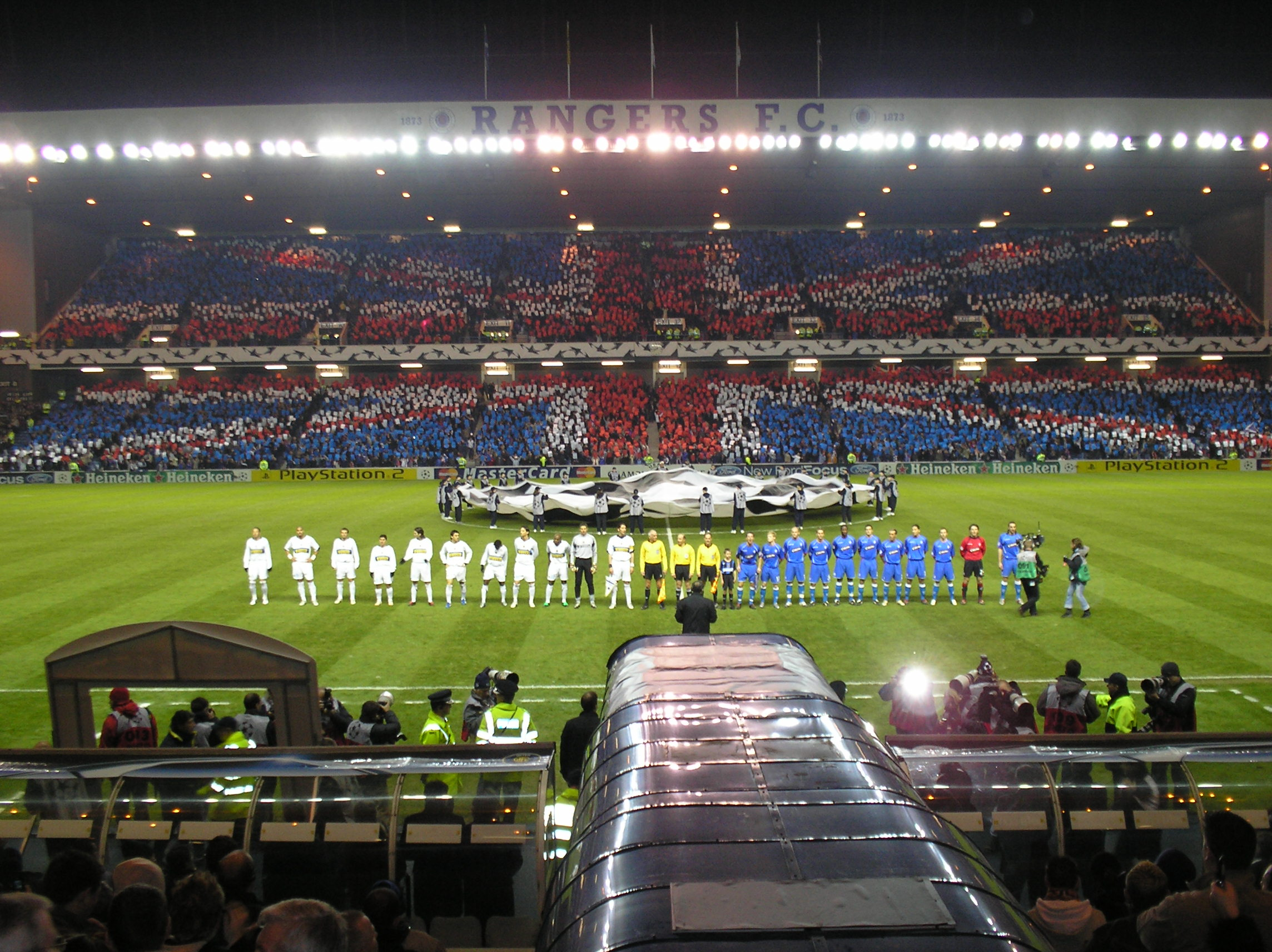
流浪者足球俱乐部

足球是格拉斯哥最受欢迎的运动，1872年世界第一场国际足球比赛在格拉斯哥帕提克的西苏格兰板球俱乐部举行，当时苏格兰和英格兰互交白卷。今天格拉斯哥是欧洲足球普及度最高的城市之一，拥有三座可容五万人以上的全座席足球场。
格拉斯哥是苏格兰国家队主场和苏格兰足总的所在城市，苏格兰国家球场汉普顿公园球场位于格拉斯哥南部，拥有52063座席，苏格兰足总以及苏格兰足球博物馆均坐落于此，苏格兰队之外，汉普顿公园亦是目前征战在苏格兰第四级别足球联赛的苏格兰最古老俱乐部女王公园的主场。在改建成全座席球场之前汉普顿公园球场创造了欧洲足球史的上座纪录，1937年苏格兰在这里对阵英格兰队的比赛吸引了149547名观众，是役苏格兰3:1战胜了英格兰。汉普顿公园球场曾经三次举办欧洲冠军杯决赛，最近一次是2002年，最近一次承办欧洲赛事则是2007年欧洲联盟杯决赛。
格拉斯哥亦是著名的老字号德比凯尔特人和流浪者的主场城市，前者在1967年成为英国第一支以及欧洲第一支非拉丁化获得欧洲冠军杯的足球俱乐部，而后者亦于同年打进欧洲优胜者杯决赛，欧洲历史上同城球会同时打入欧洲赛事决赛的盛况仅出现过四次（另外三次是1985年的利物浦，1986年的马德里以及1994年的米兰），此外流浪者则是第一支打进欧洲赛事决赛的英国球队（1961年）。凯尔特人和流浪者的主场分别是东区的凯尔特人公園球場和克莱德河南岸的埃布羅克斯球場，其中凯尔特公园球场可容纳60355名观众，是全英第二大俱乐部球场，仅次于曼联的老特拉德福德，艾布罗克斯球场则可容纳51082人，并同汉普顿公园球场同为欧足联29座五星级球场之一。2013/2014赛季，位于城市北部玛丽丘的帕提克升上苏格兰超级联赛成为格拉斯哥第二支苏超球队。
目前苏格兰职业足球联赛有四支球队来自格拉斯哥，分别是：
| 俱乐部   | 联赛                       | 主场           | 座席   |
| -------- | -------------------------- | -------------- | ------ |
| 凯尔特人 | 苏格兰超级联赛（第一级别） | 凯尔特公园球场 | 60,355 |
| 流浪者   | 苏格兰超级联赛（第一级别） | 埃布罗克斯球场 | 51,082 |
| 帕提克   | 苏格兰超级联赛（第一级别） | 菲希尔球场     | 10,102 |
| 女王公园 | 苏格兰乙级联赛（第四级别） | 汉普顿公园球场 | 52,025 |

格拉斯哥盛产足坛名帅，1967年率领凯尔特人勇夺包括欧洲冠军杯在内的六冠王的名帅乔克·斯泰恩便是格拉斯哥当地人，且当年决赛上场的球员全部来自格拉斯哥本地。此外比尔·香克利、马特·巴斯比、亚历克斯·弗格森、乔治·格拉汉姆、肯尼·达格利什、沃尔特·史密斯、大卫·莫耶斯、亚历克斯·麥克萊什、比利·戴维斯、保罗·兰伯特、史蒂夫·克拉克、马尔基·马凯、欧文·科伊尔、史蒂夫·基恩等著名主帅也都来自大格拉斯哥地区。

### 橄榄球
格拉斯哥拥有一支职业橄榄球队格拉斯哥勇士，目前在苏格兰、全爱尔兰、威尔士和意大利共同组建的最高级别联赛Pro12中征战，苏格兰另一支参加Pro联赛的球队是勇士队的死敌爱丁堡队。格拉斯哥勇士队主场设在西区的Scotstoun Stadium，可容纳观众9,708人。

### 其他
为2014年英联邦运动会兴建的阿联酋航空竞技场（Emirates Arena）位于东区凯尔特公园球场对面，室内包含拥有5000座席的羽毛球场馆和2500席位的室内自行车场，自行车场以英国最成功的自行车名将六枚奥运会金牌得主克里斯·霍伊爵士命名。
此外西区还有大型室内竞技场凯文堂（Kelvin Hall）。格拉斯哥也曾经承办2007年蘇迪曼杯羽球赛。

### 英联邦运动会
2007年11月9日，格拉斯哥击败尼日利亚的阿布贾成功申辦2014年英聯邦運動會的主辦權。这将会是在苏格兰举行的第三个英联邦运动会。之前，苏格兰首府爱丁堡曾在1970年与1986年举办过此运动会。

## 旅游景点

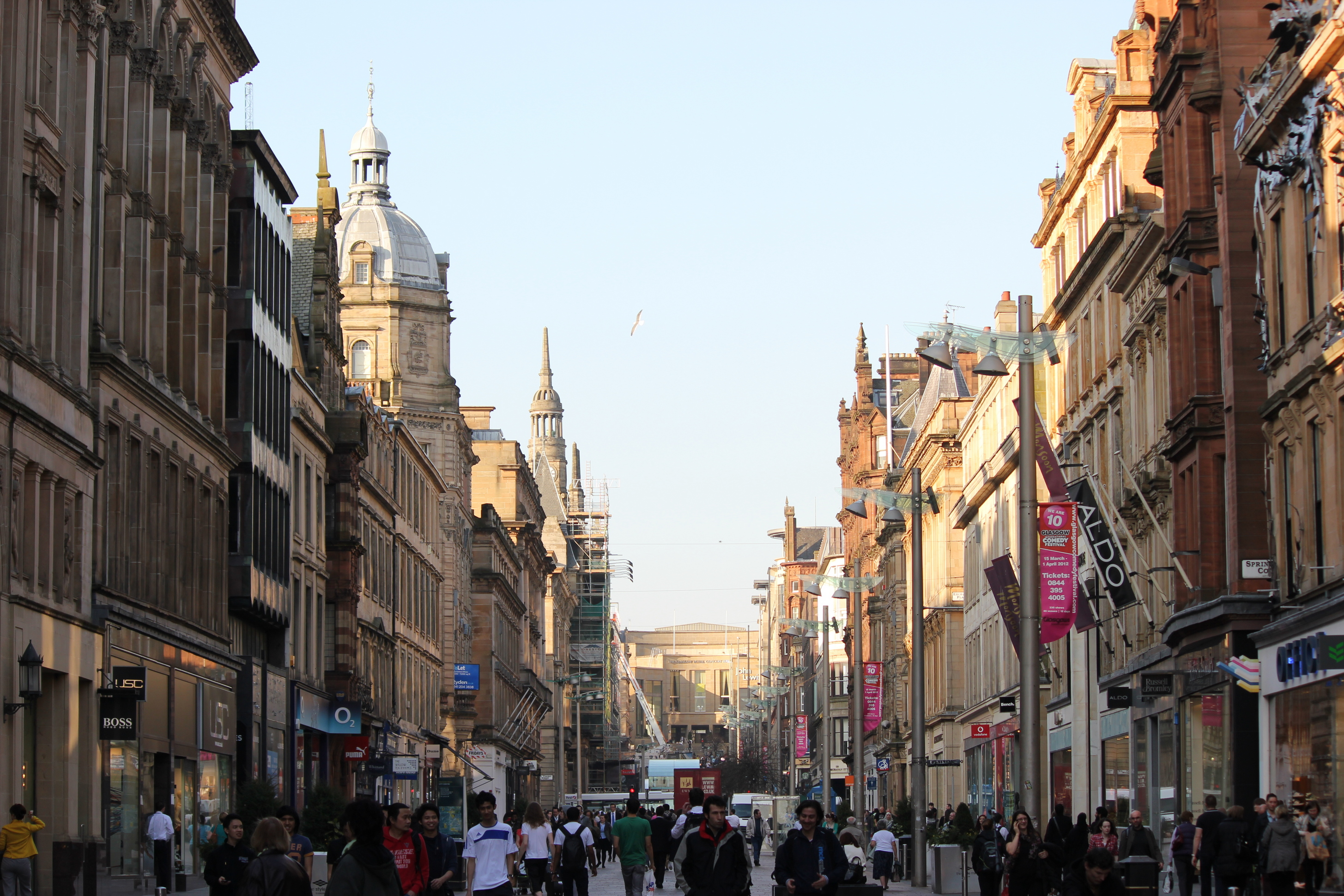
布坎南街

- 乔治广场（George Square）：位于格拉斯哥市中心市政厅正前，1781年建成，以英王乔治三世命名，是2013年好莱坞电影《末日之戰》的取景地。
- 布坎南街（Buchanan Street）：著名的购物中心商业街，北起皇家音乐大厅和John Lewis，南至英国第一家House of Fraser，正中间为曼德拉广场。街道铺设为花岗岩步道，两侧为气派的维多利亚式建筑。
- 格拉斯哥大教堂（Glasgow Cathedral）：苏格兰仅有的中世纪大教堂。
- 格拉斯哥大學主楼吉尔伯特楼：建校于1451年的格拉斯哥大学拥有英国第二大哥特式建筑吉尔伯特楼（见下图），亦是2013年电影《雲圖》的拍摄地之一。
- 皇家交易广场（Royal Exchange Square），以现代艺术馆为中心，拥有不少高档咖啡厅和餐厅。
- 格拉斯哥绿地（Glasgow Green）
- 阿什顿巷（Ashton Lane）
- 巴拉斯市场（The Barras）：周末廉价物品市场。

## 格拉斯哥名人
- 亚当·斯密，经济学家，格拉斯哥大学校长；
- 詹姆斯·瓦特，蒸汽机改进者；
- 威廉·拉姆齐，1904年诺贝尔化学奖得主；
- 查尔斯·雷尼·麦金托什，建筑师设计师，英国新艺术运动的主要倡导者；
- Donald Dewar（英语：Donald Dewar），前工党党鞭，苏格兰首任第一大臣；
- 麥理浩，1971年至1982年間香港總督；
- 戈登·布朗，2007年至2010年间英国首相；
- 托尼·布莱尔，1997年至2007年间英国首相；
- 安德鲁·博纳·劳，1922年至1923年间英国首相；
- 亨利·甘贝尔-班纳曼，1905至1908年间英国首相；
- 迈克尔·马丁，前工党议员，2000年至2009年间英国下议院议长；
- 约翰·亚历山大·麦克唐纳，加拿大首任首相；
- ，演员；
- 詹姆斯·麦卡沃伊，演员；
- 杰拉德·巴特勒，演员；
- 彼得·卡帕尔蒂，演员；
- 三湿乐团（英语：Wet Wet Wet），1980年代男子偶像乐团；
- 艾米·麦克唐纳，歌手；
- 克雷格·费格斯，美国CBS晚间娱乐节目《深夜秀》的主持人；
- 戈登·拉姆齐，著名厨师；
- Arthur Young，安永创立者；
- Jack "Doki" Robertson，Natus Vincere 旗下的電競選手；
- 亚历克斯·弗格森，曼聯傳奇領隊
- 喬寶寶，印度裔香港藝人，近年舉家移民定居當地
- 安袓•羅拔臣，蘇格蘭足球代表隊隊長
- 大衛•莫耶斯，愛華頓傳奇主教練

## 友好城市
- 德国紐倫堡，自1985年
- 俄羅斯頓河畔羅斯托夫，自1986年
- 中国大連市，自1993年
- 古巴哈瓦那，自2002年
- 意大利都靈，自2003年
- 法國馬賽，自2006年
- 巴基斯坦拉合爾，自2006年
- 巴勒斯坦伯利恆，自2007年